# Уильямс, Зельда
Зе́льда Рэй Уи́льямс (англ. Zelda Rae Williams; род. 31 июля 1989) — американская актриса. Дочь актёра Робина Уильямса и продюсера Марши Гарсес Уильямс.

## Биография
Уильямс родилась в Нью-Йорке, в семье актёра Робина Уильямса и продюсера Марши Гарсес Уильямс. Она была названа в честь принцессы Зельды из серий видеоигр «The Legend of Zelda». У неё есть младший брат Коди (род. 1991), а также единокровный старший брат Зак (род. 1983) от первого брака отца.

## Карьера
Зельда дебютировала как актриса в телефильме «Находки доктора Севса» (1994) и в кинофильме «Девять месяцев» (1995). Первую значительную роль она получила в 2004 году в фильме «Тайны прошлого», в котором исполнила роль любимой девушки главного героя в юности.
В 2018 году Уильямс выступила режиссёром и автором сценария короткометражного фильма «Креветка» о жизни домин лос-анджелесского БДСМ-клуба. Совместно со студией Gunpowder & Sky она также занимается разработкой сериала, основанного на фильме.

## Личная жизнь
Уильямс — бисексуалка. C 2013 по 2016 год встречалась с актёром Джексоном Хейвудом.

## Фильмография
| Год       |     | Русское название            | Оригинальное название                | Роль                      |
| --------- | --- | --------------------------- | ------------------------------------ | ------------------------- |
| 1994      | тф  | Находки доктора Севса       | In Search of Dr. Seuss               | дочь                      |
| 1995      | ф   | Девять месяцев              | Nine Months                          | девочка в балетном классе |
| 2004      | ф   | Тайны прошлого              | House of D                           | Мелисса                   |
| 2008      | ф   | Если бы весь мир был моим   | Were the World Mine                  | Фрэнки                    |
| 2009      | ф   | Не смотри вверх             | Don’t Look Up                        | Матиа                     |
| 2010      | ф   | Урок выживания              | Detention                            | Сара                      |
| 2010      | ф   | Враг в отражении            | Luster                               | Виктор                    |
| 2010      | кор | —                           | See You on the Other Side            | Зои Меола                 |
| 2010      | кор | —                           | Jezuz Loves Chaztity                 | Чезтити                   |
| 2011      | кор | Глупые вопросы              | Stupid Questions                     | Люси                      |
| 2012      | с   | —                           | Checked Out                          | Марисса                   |
| 2012      | ф   | Пивная история              | A Beer Tale                          | Келли Мартин              |
| 2012      | ф   | Нубы                        | Noobz                                | Рики                      |
| 2013—2014 | с   | Волчонок                    | Teen Wolf                            | Кейтлин                   |
| 2014      | ф   | Никогда                     | Never                                | Никки                     |
| 2014      | мс  | Легенда о Корре             | The Legend of Korra                  | Кувира                    |
| 2014      | кор | —                           | Maddie Moonwater                     | Мэдди                     |
| 2015      | ки  | —                           | King’s Quest                         | Амайя Блэкстоун           |
| 2015—2017 | мс  | Черепашки-ниндзя            | Teenage Mutant Ninja Turtles         | Мона Лиза                 |
| 2016      | с   | Разгар лета                 | Dead of Summer                       | Дрю Ривз                  |
| 2016      | ф   | Девушка в ящике             | Girl in the Box                      | Дженис Хукер              |
| 2016      | кор | —                           | Meet Cute                            | Энди                      |
| 2017      | с   | Сшиватели                   | Stitchers                            | Зельда                    |
| 2017      | с   | Мыслить как преступник      | Criminal Minds                       | Мелисса Миллер            |
| 2018      | ф   | В поисках серебряного озера | Locating Silver Lake                 | Элла                      |
| 2018      | кор | —                           | Shrimp                               | Джесс                     |
| 2019      | с   | Дарк/Веб                    | Dark/Web                             | Чешире                    |
| 2019      | с   | Девственница Джейн          | Jane The Virgin                      | Леона                     |
| 2019—2020 | мс  | Эволюция Черепашек-ниндзя   | Rise of Teenage Mutant Ninja Turtles | разные персонажи          |